# Diego De Souza
Diego De Souza, vollständiger Name Diego Alejandro De Souza Carballo, (* 14. Mai 1984 in Melo) ist ein uruguayischer Fußballspieler.

## Karriere

### Verein
Der 1,75 Meter große Mittelfeldakteur De Souza stand zu Beginn seiner Karriere seit der Apertura 2003 bis einschließlich der Apertura 2010 im Kader des Erstligisten Defensor Sporting. Im ersten Jahr seiner Zugehörigkeit zum Erstligakader ist dabei lediglich ein torloser Ligaeinsatz für ihn verzeichnet. In der Saison 2006/07 kam er dort in 25 Spielen der Primera División zum Einsatz und erzielte sieben Treffer. In der nachfolgenden Spielzeit gewann er mit den Montevideanern die uruguayische Meisterschaft. 2008/09 weist sein Trefferkonto in der Liga zehn erzielte Tore aus. Die Einsatzstatistik für die Erstligaspielzeiten 2009/10 und 2010/11 führt für ihn 26 Spiele (elf Tore) bzw. 14 Spiele (fünf Tore). Zudem bestritt er während seiner Zeit bei Defensor mindestens neun Spiele der Copa Libertadores (vier Tore) und zehn Partien in der Copa Sudamericana (vier Tore). 2011 wechselte er sodann nach Argentinien zu CA Banfield. Auch dort kam er 15-mal in der Saison 2010/11 zum Zug, traf jedoch nicht ins gegnerische Tor. 2011/12 schoss er ein Tor in 17 absolvierten Partien für den Verein aus Banfield. 2012 kehrte er nach Uruguay zurück und schloss sich den Montevideo Wanderers an. In der Spielzeit 2012/13 stellte der Trainer ihn 16-mal in der Primera División auf. De Souza blieb bei dieser Karrierestation ohne Torerfolg. 2013 trat er ein Engagement in seiner Geburtsstadt beim ost-uruguayischen Klub Cerro Largo FC an. Nach zwölf bestrittenen Erstligaspielen (kein Tor) wechselte er 2014 nach Guatemala zu Municipal. Bei dem Klub aus der Hauptstadt Guatemala-Stadt lief er in 17 Ligaspielen (ein Tor) und drei Partien (ein Tor) der CONCACAF Champions League auf. Ende August 2015 schloss er sich erneut dem mittlerweile zweitklassigen Cerro Largo FC an. Bis Saisonende kam er dort in sieben Ligabegegnungen zum Einsatz und schoss zwei Tore.

### Nationalmannschaft
De Souza gehörte der von Juan Jacinto Rodríguez trainierten U-17-Auswahl Uruguays an, die an der U-17-Südamerikameisterschaft 2001 in Peru teilnahm und den 6. Platz belegte.

### Erfolge
- Uruguayischer Meister: 2007/08